# Hampstead (Nova York)
Hampstead, també coneguda com a Henry Rose House, és una casa històrica ubicada a Jerusalem al Comtat Yates (Nova York). Aquest edifici, inspirat en l'arquitectura grega, fou construït el 1840 i compta amb un pòrtic de temple monumental i proporcionat, amb un frontispici i un ampli entaulament, amb el suport de dues columnes.
Consta en els Registre Nacional de Llocs Històrics des de l'any 1994.